# Església de Sant Gregori
L'Església de Sant Gregori és un monument del municipi de Sant Gregori (Gironès) protegit com a bé cultural d'interès local.

## Descripció
Edifici de planta en forma de creu llatina, actualment amb tres naus, capelles laterals, cimbori i dues ales que parteixen del creuer a cada banda. L'absis central és de semicercle, amb volta de mig punt rebaixada i tres finestres de tipus romànic de doble esqueixada. Hi ha una absidiola al seu costat amb una finestra. A l'altra banda hi ha la sagristia en el lloc on anteriorment hi havia l'absidiola que falta. El cimbori amb quatre petxines ve suportat sobre quatre arcs sostinguts sobre amples pilastres. A la part superior hi ha una lluerna. Les capelles s'obren a la nau central amb arcs de canó rebaixats de pedra. El cor existent és una obra gòtica, amb nervis de pedra que sostenen l'arc rebaixat que s'aguanta a cada costat de nau damunt una petita cornisa. També hi ha el Comunidor, que aquí és situat a la planta superior en una torre, alta, amb quatre finestres d'arc de mig punt, obertes als quatre vents i coberta piramidal. S'hi conserva la part superior d'una escala de cargol de pedra que hi accedia.

## Història
El 882 fou donada pel bisbe Teotari a la catedral de Girona. Hauria estat una petita construcció preromànica de la qual no se'n conserven restes. Al segle x o XI s'hauria ampliat, segons es pot veure en el pergamí de consagració realitzada pel bisbe Odó a finals del segle x o principis del segle xi. Devia tenir planta de creu llatina, una nau i capçal amb tres absis, cimbori i creuer. La nau devia tenir la llargada de l'actual i la portada era la mateixa. Es conserven dos dels tres absis primitius. És probable que fos consagrada el 1038. Fou la segona consagració, ja que el bisbe Odó ho havia fet 50 anys enrere. En el segle xiii i XIV es feren importants reformes. S'haurien obert els murs laterals de la nau i construït les capelles, donant així un temple de tres naus com és ara. El 1588 es construí la pica baptismal. De la mateixa època és la capella del Roser, acabada abans de 1606, i la del Sant Crist. De principis del segle xvii seria també l'actual campanar.
A la primera meitat del segle xviii es feren també altres obres: s'allargaren les naus del creuer amb les dues capelles fondes. Primer fou la del costat de l'evangeli, el 1727. La que es troba al costat de l'epístola és de 1730. Es construí la sagristia nova, destruint l'absidiola lateral romànica que falta. L'any 1851 s'hauria acabat el remat de caràcter abarrocat que configura l'actual façana principal. Finalment el 1984 s'han realitzat obres de restauració.